# Santi Cazorla
Santiago „Santi” Cazorla González (n. 13 decembrie 1984, Fonciello⁠(d), Llanera⁠(d), Asturia, Spania) este un fotbalist spaniol, care joacă pe post de mijlocaș lateral la Real Oviedo în La Liga. Pe plan internațional, are prezențe la națională pentru Spania U-21 și Spania.

## Cariera
Jucând la Villareal CF de la vârsta de 18 ani, a debutat la prima echipă pe 30 noiembrie 2003, jucând un minut în victoria împotriva lui Deportiva La Coruna. Fiind titular din sezonul 2004-2005, Cazorla a înscris 4 goluri în Cupa UEFA 2004-2005.
Pe 7 iulie 2006, Recreativo Huelva l-a achiziționat pe Cazorla pe suma de 600.000 euro, pe un contract de 4 ani, cu o clauză în care se putea întoarce la Villareal pentru 1,2 milioane de euro. În următorul an, Villareal a plătit această clauză, datorită performanțelor sale la Recrativo, 34 de meciuri și 5 goluri.
În 2007-2008, Santiago a fost o piesă de bază pentru Villareal, împreună cu Nihat Kahveci și Giuseppe Rossi, în sezonul care a clasat-o pe Villareal pe locul 2 în Primera Division.
Pe 17 mai 2008, Luis Aragones a surprins presa spaniolă convocându-l la lotul pentru Euro 2008 pe Cazorla, care jucase înainte doar pentru echipa sub 21 de ani a Spaniei. A fost rezervă în toate partidele Spaniei, intrând în meciurile din grupă cu Rusia, Grecia și Suedia, cât și în sfertul cu Italia și în finala cu Germania, câștigată de spanioli cu 1-0. Lipsește de la Campionatul Mondial din 2010 datorită unei hernii de disc. La Euro 2012 joacă doar 10 minute, împotriva Irlandei, și șase cu Franța. Spania câștigă, pentru a doua oară consecutiv, Campionatul European.
Este cumpărat de Málaga CF pentru 21 de milioane de euro, iar după un singur sezon ajunge la Arsenal.

## Statistici carieră

### Club
La 15 august 2025.
| Club              | Sezon         | Campionat          | Campionat | Campionat | Cupă    | Cupă   | Cupa Ligii | Cupa Ligii | Continental | Continental | Altele  | Altele | Total   | Total  |
| Club              | Sezon         | Divizie            | Meciuri   | Goluri    | Meciuri | Goluri | Meciuri    | Goluri     | Meciuri     | Goluri      | Meciuri | Goluri | Meciuri | Goluri |
| ----------------- | ------------- | ------------------ | --------- | --------- | ------- | ------ | ---------- | ---------- | ----------- | ----------- | ------- | ------ | ------- | ------ |
| Villarreal        | 2003–04       | La Liga            | 2         | 0         | 0       | 0      | —          | —          | —           | —           | —       | —      | 2       | 0      |
| Villarreal        | 2004–05       | La Liga            | 29        | 2         | 1       | 0      | —          | —          | 18          | 5           | —       | —      | 48      | 7      |
| Villarreal        | 2005–06       | La Liga            | 23        | 0         | 0       | 0      | —          | —          | 2           | 0           | —       | —      | 25      | 0      |
| Villarreal        | Total         | Total              | 54        | 2         | 1       | 0      | —          | —          | 20          | 5           | —       | —      | 75      | 7      |
| Recreativo Huelva | 2006–07       | La Liga            | 34        | 5         | 0       | 0      | —          | —          | —           | —           | —       | —      | 34      | 5      |
| Villarreal        | 2007–08       | La Liga            | 36        | 5         | 6       | 0      | —          | —          | 7           | 1           | —       | —      | 49      | 6      |
| Villarreal        | 2008–09       | La Liga            | 30        | 8         | 1       | 0      | —          | —          | 8           | 0           | —       | —      | 39      | 8      |
| Villarreal        | 2009–10       | La Liga            | 24        | 5         | 2       | 0      | —          | —          | 4           | 1           | —       | —      | 30      | 6      |
| Villarreal        | 2010–11       | La Liga            | 37        | 5         | 4       | 1      | —          | —          | 14          | 2           | —       | —      | 55      | 8      |
| Villarreal        | Total         | Total              | 127       | 23        | 13      | 1      | —          | —          | 33          | 4           | —       | —      | 173     | 28     |
| Málaga            | 2011–12       | La Liga            | 38        | 9         | 4       | 0      | —          | —          | —           | —           | —       | —      | 42      | 9      |
| Arsenal           | 2012–13       | Premier League     | 38        | 12        | 3       | 0      | 1          | 0          | 7           | 0           | —       | —      | 49      | 12     |
| Arsenal           | 2013–14       | Premier League     | 31        | 4         | 6       | 3      | 1          | 0          | 8           | 0           | —       | —      | 46      | 7      |
| Arsenal           | 2014–15       | Premier League     | 37        | 7         | 5       | 0      | 1          | 0          | 9           | 0           | 1       | 1      | 53      | 8      |
| Arsenal           | 2015–16       | Premier League     | 15        | 0         | 0       | 0      | 0          | 0          | 5           | 0           | 1       | 0      | 21      | 0      |
| Arsenal           | 2016–17       | Premier League     | 8         | 2         | 0       | 0      | 0          | 0          | 3           | 0           | —       | —      | 11      | 2      |
| Arsenal           | 2017–18       | Premier League     | 0         | 0         | 0       | 0      | 0          | 0          | 0           | 0           | 0       | 0      | 0       | 0      |
| Arsenal           | Total         | Total              | 129       | 25        | 14      | 3      | 3          | 0          | 32          | 0           | 2       | 1      | 180     | 29     |
| Villarreal        | 2018–19       | La Liga            | 35        | 4         | 1       | 1      | —          | —          | 10          | 2           | —       | —      | 46      | 7      |
| Villarreal        | 2019–20       | La Liga            | 35        | 11        | 5       | 4      | —          | —          | —           | —           | —       | —      | 40      | 15     |
| Villarreal        | Total         | Total              | 70        | 15        | 6       | 5      | —          | —          | 10          | 2           | —       | —      | 86      | 22     |
| Al Sadd           | 2020–21       | Qatar Stars League | 20        | 13        | 5       | 2      | 4          | 3          | 10          | 4           | 2       | 1      | 41      | 23     |
| Al Sadd           | 2021–22       | Qatar Stars League | 16        | 6         | 3       | 0      | 0          | 0          | 6           | 1           | 0       | 0      | 25      | 7      |
| Al Sadd           | 2022–23       | Qatar Stars League | 19        | 4         | 4       | 3      | 6          | 2          | —           | —           | 2       | 0      | 31      | 9      |
| Al Sadd           | Total         | Total              | 55        | 23        | 12      | 5      | 10         | 5          | 16          | 5           | 4       | 1      | 97      | 39     |
| Oviedo            | 2023–24       | Segunda División   | 24        | 0         | 1       | 0      | —          | —          | —           | —           | 1       | 0      | 26      | 0      |
| Oviedo            | 2024–25       | Segunda División   | 32        | 3         | 0       | 0      | —          | —          | —           | —           | 3       | 2      | 35      | 5      |
| Oviedo            | 2025–26       | La Liga            | 1         | 0         | 0       | 0      | —          | —          | —           | —           | —       | —      | 1       | 0      |
| Oviedo            | Total         | Total              | 57        | 3         | 1       | 0      | —          | —          | —           | —           | 4       | 2      | 62      | 5      |
| Total carieră     | Total carieră | Total carieră      | 564       | 105       | 51      | 14     | 13         | 5          | 111         | 16          | 10      | 3      | 749     | 143    |

1. ↑  Include Copa del Rey, FA Cup and Emir of Qatar Cup
2. ↑  Include Football League/EFL Cup și Qatari Stars Cup
3. ↑  Șapte apariții și un gol în UEFA Intertoto Cup, unsprezece apariții și patru goluri în Cupa UEFA
4. 1 2 3 4 5 6 7  Apariții în UEFA Champions League
5. ↑  Appearances in UEFA Cup
6. 1 2 3  Apariții în UEFA Europa League
7. 1 2  Apariție în FA Community Shield
8. 1 2  Apariții în AFC Champions League
9. 1 2  Apariții în Qatar Cup
10. 1 2  Apariții în play-off-urile pentru promovare din Segunda División

### Meciuri la națională
| Echipa națională | An    | Meciuri | Goluri |
| ---------------- | ----- | ------- | ------ |
| Spania           | 2008  | 13      | 1      |
| Spania           | 2009  | 11      | 1      |
| Spania           | 2010  | 5       | 0      |
| Spania           | 2011  | 10      | 2      |
| Spania           | 2012  | 11      | 4      |
| Spania           | 2013  | 11      | 3      |
| Spania           | 2014  | 8       | 0      |
| Spania           | 2015  | 8       | 3      |
| Spania           | 2016  | 0       | 0      |
| Spania           | 2017  | 0       | 0      |
| Spania           | 2018  | 0       | 0      |
| Spania           | 2019  | 4       | 1      |
| Total            | Total | 81      | 15     |